# Hoang mạc Chihuahua
Chihuahua là một hoang mạc, một vùng sinh thái nằm giữa biên giới Hoa Kỳ-Mexico, trong vùng trung tâm và phía bắc cao nguyên Mexico. Nó được bao quanh bởi dãy Sierra Madre Occidental rộng lớn về phía Tây, cùng với dãy Sierra Madre Oriental ở phía Bắc. Tại Hoa Kỳ, nó bao phủ diện tích của Trung và Nam tiểu bang New Mexico, một phần của bang Texas, phía tây của sông Pecos, và Đông Nam Arizona. Phía Mexico, nó bao gồm nửa phía bắc của bang Chihuahua, cùng với phần lớn tại Coahuila, phía Đông Bắc Durango, phần cực bắc của Zacatecas và phần nhỏ phía tây Nuevo León. Với diện tích khoảng 362.000 km2 (139.769 sq mi), nó là sa mạc lớn thứ ba tại Tây Bán Cầu và lớn thứ hai ở Bắc Mỹ, sau hoang mạc Bồn Địa Lớn .

## Địa lý

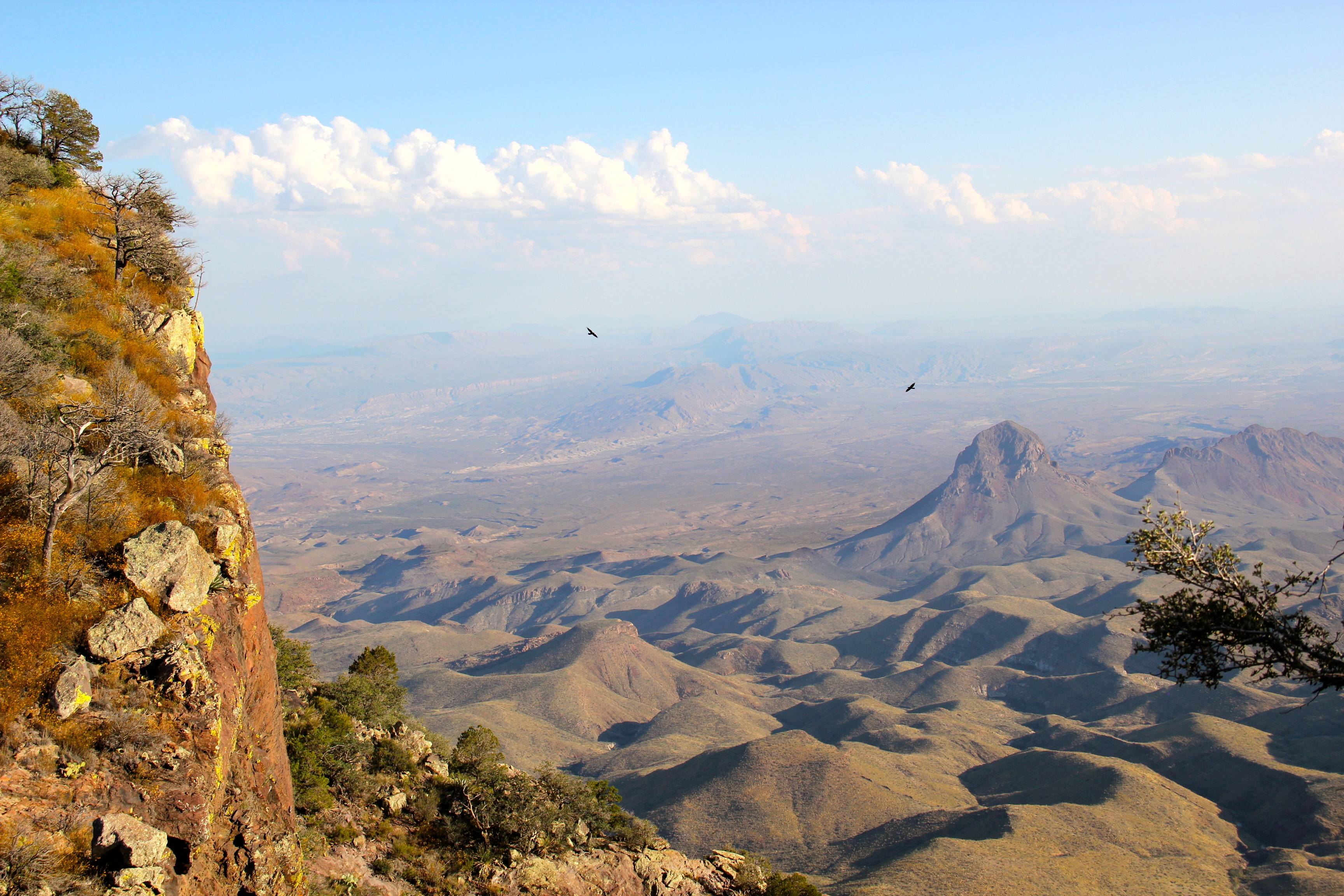
Địa hình chủ yếu bao gồm các lưu vực bị chia cắt bởi nhiều dãy núi nhỏ.

Một số dãy núi lớn trong hoang mạc bao gồm Sierra Madre, Sierra del Carmen, dãy núi Organ, Franklin, Sacramento, Sandia-Manzano, Magdalena-San Mateo, Chisos, Guadalupe, dãy Davis. Những dãy núi này tạo ra "đảo bầu trời" có khí hậu lạnh, ẩm ướt giữa sa mạc, và các khu vực cao như vậy là nơi sinh trưởng của cả hai thảm thực vật rừng lá kim và lá rộng.
Chihuahua là hoang mạc nằm ở độ cao cao hơn so với hoang mạc Sonoran về phía tây, chủ yếu là từ 600-1.675 m (1.969-5.495 ft). Kết quả là, nó có khí hậu ôn hòa hơn một chút trong mùa hè (mặc dù nhiệt độ ban ngày vào tháng 6 thường nằm trong khoảng từ 35 đến 40 °C tức là 95 đến 104 °F). Thời tiết mùa đông thay đổi từ ít đến tương đối lạnh, tùy thuộc vào độ cao và sự phát triển của gió bấc. Lượng mưa có phần phong phú hơn so với hầu hết phần phía Nam của hoang mạc Bồn Địa Lớn, Sonoran hay hoang mạc Mojave. Tuy nhiên, nó vẫn chỉ thường có lượng mưa ít hơn 254 mm (10.0 in) mỗi năm, với khoảng thời gian mưa chủ yếu là vào cuối mùa hè. Lượng mưa trung bình hàng năm của hoang mạc Chihuahua là 235 mm (9,3 in), dao động trong khoảng 150–400 mm (6–16 in). Gần hai phần ba hoang mạc có khí hậu khô cằn với tổng lượng mưa hàng năm chỉ từ 225 và 275 mm (8.9 và 10.8 in). Tuyết rơi là rất ít, ngoại trừ ở các khu vực núi nằm ở độ cao cao hơn.
Có một vài khu vực đô thị trong hoang mạc này, lớn nhất là Ciudad Juárez với gần hai triệu dân, tiếp đó là Chihuahua và Torreon. Tại Hoa Kỳ thì có El Paso, Las Cruces và Roswell là một vài thành phố quan trọng trong vùng sinh thái này. Albuquerque, Saltillo và Monterrey là những đô thị nằm gần sa mạc Chihuahuan.
Theo Quỹ Quốc tế về Bảo vệ Thiên nhiên, Chihuahuan có thể là hoang mạc đa dạng sinh học nhất trên thế giới, cho dù sự phong phú về các loài đặc hữu chưa được thống kê đầy đủ, cùng với sự suy thoái nặng nề theo thời gian, chủ yếu là do chăn thả gia súc. Nhiều loài bản địa đã được thay thế bằng loài Larrea tridentata. Loài sói Mexico (Canis lupus baileyi) từng là loài rất phong phú tại đây nhưng giờ chúng đã đứng bên bờ vực tuyệt chủng.

## Thực vật

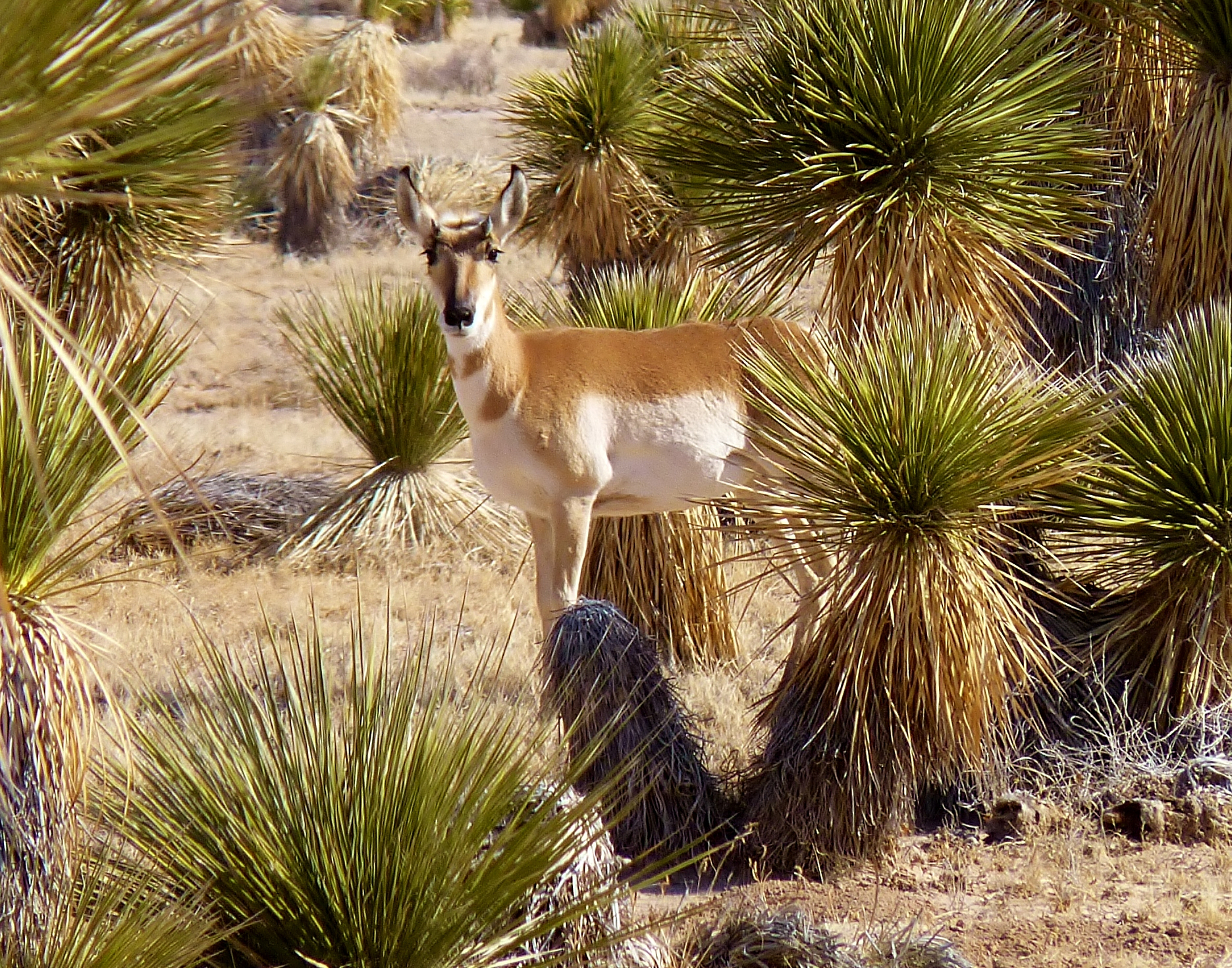
Linh dương và Lechuguilla là loài đặc hữu của hoang mạc Chihuahua.

Larrea tridentata là loài thực vật chiếm đa số ở hoang mạc Chihuahua. Các loài khác được tìm thấy phụ thuộc vào các yếu tố như đất, độ cao và độ dốc. Ngoài Larrea tridentata thì còn có Acacia neovernicosa, và Flourensia cernua là hai loài chiếm ưu thế trong phần phía bắc của hoang mạc. Loài Yucca và Xương rồng Opuntia có nhiều ở khu vực trung tâm, trong khi Xương rồng cầu vồng Arizona (Echinocereus polyacanthus) và Xương rồng lửa Mexico (Ferocactus pilosus) sinh sống ở phần phía nam.
Cây thân thảo như Bouteloua gracilis, B. breviseta, B. hirsuta là những loài chiếm ưu thế tại khu vực gần dãy Sierra Madre Occidental. Trong khi đó, những loài như Agave lechuguilla, Prosopis glandulosa, Opuntia macrocentra và Echinocereus pectinatus lại chiếm ưu thế ở phía tây Coahuila. Cordia boissieri, Fouquieria splendens, Agave lechuguilla, và Yucca filifera là loài phổ biến nhất ở phía đông nam của hoang mạc mạc. Euphorbia antisyphilitica, Mimosa zygophylla, Acacia glandulifera và Agave lechuguilla được tìm thấy trong khu vực đất nông, dễ thoát nước. Các bụi cây tìm thấy gần dãy Sierra Madre Oriental là những loài không được tìm thấy ở bất cứ đâu khác như Agave lechuguilla, Hechtia glomerata, Agave victoriae-reginae, Dasylirion, và Helietta parvifolia. Các loài cây phát triển tốt nhất bao gồm cây họ đậu và xương rồng.
Đồng cỏ chiếm 20 % hoang mạc này và thường là sự pha trộn của cây bụi và cỏ, bao gồm Aristida purpurea, Bouteloua eriopoda, Bouteloua curtipendula. Những cuộc thám hiểm ban đầu của người Tây Ban Nha theo ghi chép là đã gặp phải loài cỏ " cao đến bụng một con ngựa", rất có thể đây là Sporobolus wrightii và Pleuraphis mutica .

## Hình ảnh

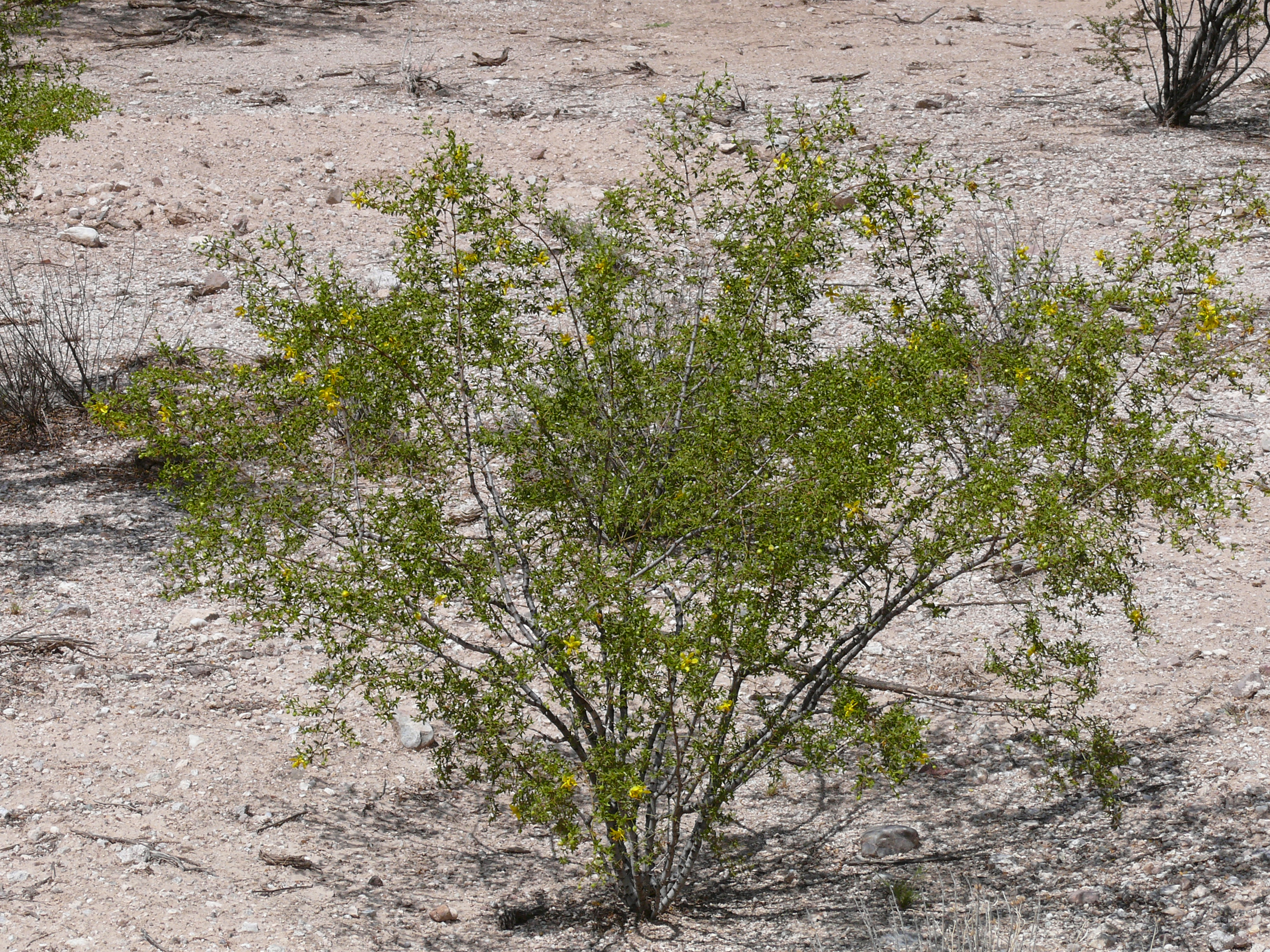
Larrea tridentata
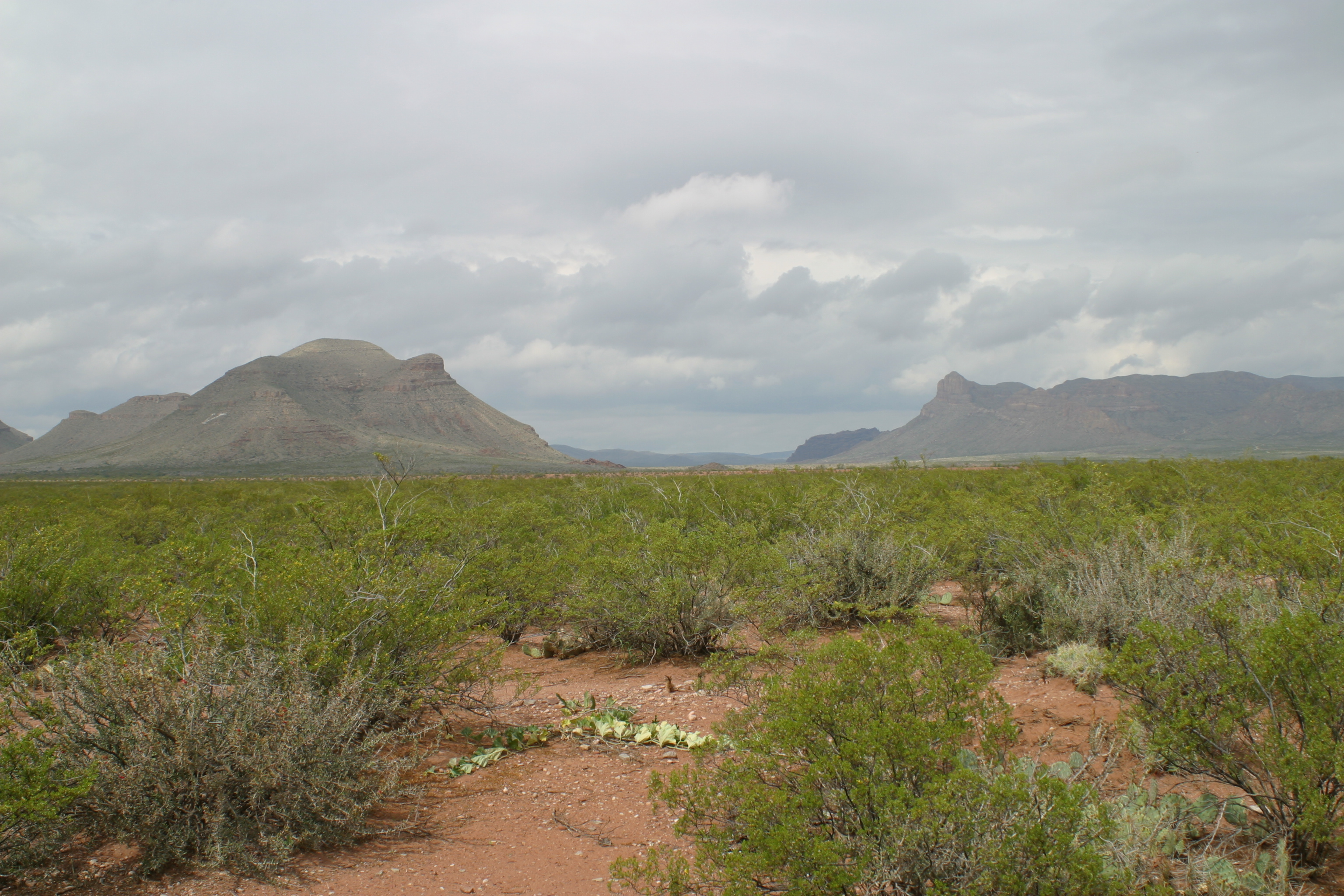
Yucca, Creosote, và Mesquite là những loài thực vật chủ yếu tại Chihuahua
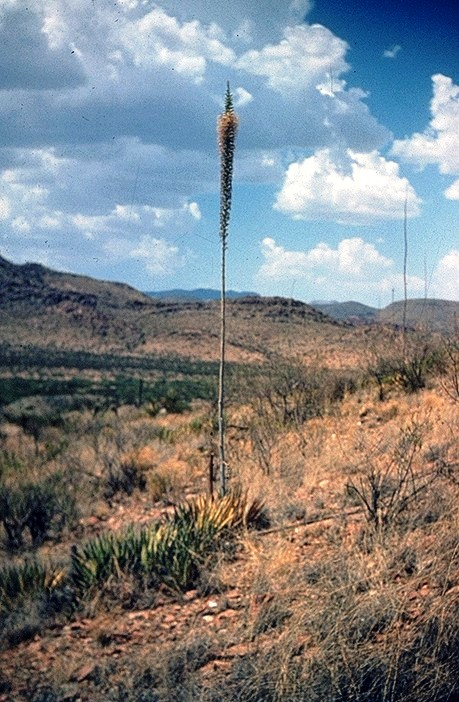
Agave lechuguilla, một trong những loài mang tính biểu tượng của hoang mạc Chihuahua